# 陈志 (富源)
陈志（1971年6月—），男性，汉族，研究生学历，中共党员，1990年3月参加工作。中华人民共和国政治人物。

## 生平
参加工作后，陈志曾于2002年8月担任宣威市落水镇党委副书记、镇长，党委书记。2006年3月改任中共宣威市倘塘镇党委书记。2008年6月，任云南省曲靖市煤炭工业局副局长、党组成员。2012年2月调任中共罗平县委副书记、统战部长。2015年出任富源县委副书记、县长，任内因在脱贫攻坚战中作出突出贡献，2021年2月25日全国脱贫攻坚总结表彰大会上，陈志被授予“全国脱贫攻坚先进个人”荣誉称号。
2021年3月升任中共富源县委书记、富源县人武部党委第一书记。翌年，再升任曲靖市人民政府副市长。2024年7月，陈志因为涉嫌严重违法违纪接受中共云南省纪委监委立案调查。